# Sylvia Filipsson
Sylvia Elisabeth Filipsson (* 22. Mai 1953 in Katrineholm) ist eine ehemalige schwedische Eisschnellläuferin.

## Werdegang
Filipsson, die für den Katrineholms AIK lief, wurde sechsmal schwedische Meisterin im Kleinen Vierkampf (1975–1980) und dreimal schwedischen Juniorenmeister im Kleinen Vierkampf. International startete sie erstmals in der Saison 1970/71 und errang bei der Mehrkampfeuropameisterschaft 1971 in Leningrad den 22. Platz im Kleinen Vierkampf. In der Saison 1971/72 kam sie bei der Mehrkampfeuropameisterschaft 1972 in Inzell auf den 18. Platz und bei der Mehrkampfweltmeisterschaft 1972 in Heerenveen auf den 21. Rang im Kleinen Vierkampf. Beim Saisonhöhepunkt, den Olympischen Winterspielen 1972 in Sapporo, belegte sie den 30. Platz über 1000 m, den 23. Rang über 500 m, den 20. Platz über 1500 m und den 14. Platz über 3000 m. Im Jahr 1973 lief sie bei der Sprintweltmeisterschaft in Oslo auf den 24. Platz im Sprint-Mehrkampf und bei der Mehrkampfweltmeisterschaft in Strömsund auf den 16. Rang im Kleinen Vierkampf. In der Saison 1973/74 belegte sie bei der Mehrkampfeuropameisterschaft 1974 in Almaty den 13. Platz sowie bei der Mehrkampfweltmeisterschaft 1974 in Heerenveen den 28. Rang im Kleinen Vierkampf. Bei der Mehrkampfweltmeisterschaft 1975 in Assen platzierte sie sich auf den 19. Rang im Kleinen Vierkampf. Nachdem sie zu Beginn der Saison 1975/76 in Davos den Wettbewerb über 3000 m gewinnen konnte, kam sie bei den Olympischen Winterspielen 1976 in Innsbruck auf den 22. Platz über 500 m, auf den 14. Rang über 1500 m und auf den sechsten Platz über 3000 m. Zudem wurde sie bei der Sprintweltmeisterschaft 1976 in Berlin Elfte im Sprint-Mehrkampf und bei der Mehrkampfweltmeisterschaft 1976 Sechste im Kleinen Vierkampf. 
In den folgenden Jahren erreichte Filipsson bei der Sprintweltmeisterschaft 1977 in Alkmaar den 16. Platz im Sprint-Mehrkampf, bei der Mehrkampfweltmeisterschaft 1977 in Keystone den 13. Rang im Kleinen Vierkampf und bei der Mehrkampfweltmeisterschaft 1978 in Helsinki den siebten Rang im Kleinen Vierkampf. In der Saison 1978/79 lief sie bei der Sprintweltmeisterschaft 1979 in Inzell auf den 21. Platz im Sprint-Mehrkampf und bei der Mehrkampfweltmeisterschaft 1979 in Den Haag auf den achten Platz im Kleinen Vierkampf. In ihrer letzten aktiven Saison 1979/80 wurde sie bei der Sprintweltmeisterschaft 1980 in West Allis Neunte im Sprint-Mehrkampf und nahm bei den Olympischen Winterspielen 1980 in Lake Placid an vier Läufen teil. Dabei belegte sie den 16. Platz über 500 m, den neunten Rang über 1000 m, den siebten Platz über 3000 m und den fünften Platz über 1500 m.

## Erfolge

### Olympische Spiele
- 1972 Sapporo: 14. Platz 3000 m, 20. Platz 1500 m, 23. Platz 500 m, 30. Platz 1000 m
- 1976 Innsbruck: 6. Platz 3000 m, 14. Platz 1500 m, 22. Platz 500 m
- 1980 Lake Placid: 5. Platz 1500 m, 7. Platz 3000 m, 9. Platz 1000 m, 16. Platz 5000 m

### Mehrkampf-Weltmeisterschaften
- 1971 Helsinki: 21. Platz Kleiner Vierkampf
- 1972 Heerenveen: 21. Platz Kleiner Vierkampf
- 1973 Strömsund: 16. Platz Kleiner Vierkampf
- 1974 Heerenveen: 28. Platz Kleiner Vierkampf
- 1975 Assen: 19. Platz Kleiner Vierkampf
- 1976 Gjøvik: 6. Platz Kleiner Vierkampf
- 1977 Keystone: 13. Platz Kleiner Vierkampf
- 1978 Helsinki: 7. Platz Kleiner Vierkampf
- 1979 Den Haag: 8. Platz Kleiner Vierkampf
- 1980 Hamar: 4. Platz Kleiner Vierkampf

### Sprint-Weltmeisterschaften
- 1973 Oslo: 24. Platz Sprint-Mehrkampf
- 1976 Berlin: 11. Platz Sprint-Mehrkampf
- 1977 Alkmaar: 16. Platz Sprint-Mehrkampf
- 1979 Inzell: 21. Platz Sprint-Mehrkampf
- 1980 West Allis: 9. Platz Sprint-Mehrkampf

### Mehrkampf-Europameisterschaften
- 1971 Leningrad: 2. Platz Kleiner Vierkampf
- 1972 Inzell: 18. Platz Kleiner Vierkampf
- 1973 Brandbu: 18. Platz Kleiner Vierkampf
- 1974 Almaty: 13. Platz Kleiner Vierkampf

## Persönliche Bestzeiten
| Disziplin | Zeit        | Datum             | Ort         |
| --------- | ----------- | ----------------- | ----------- |
| 500 m     | 43,50 s     | 10. März 1979     | Kiruna      |
| 1000 m    | 1:27,51 min | 13. Januar 1980   | Hamar       |
| 1500 m    | 2:12,84 min | 13. Februar 1980  | Lake Placid |
| 3000 m    | 4:40,20 min | 18. Dezember 1979 | Inzell      |
| 5000 m    | 8:18,50 min | 19. Dezember 1977 | Inzell      |